# الاستشهاد في المجتمع الفلسطيني

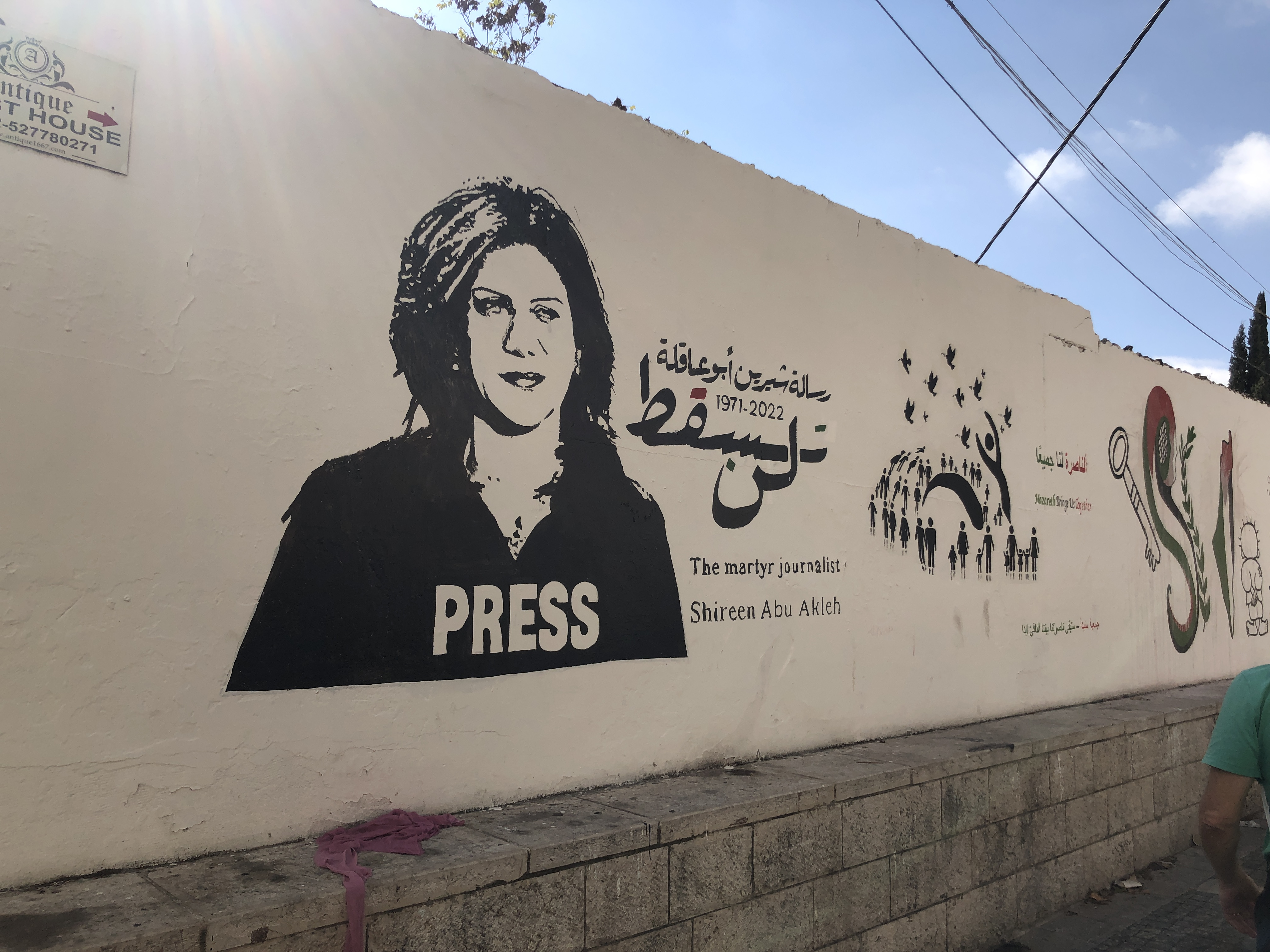
لوحة جدارية في مدينة الناصرة، تصور الصحفية الفلسطينية الأمريكية شيرين أبو عاقلة، التي قتلها الجيش الإسرائيلي خلال أحداث وقعت في جنين في 11 مايو 2022. كانت أبو عاقلة مسيحية فلسطينية، ويعتبرها المجتمع الفلسطيني شهيدة منذ وفاتها.

في الصراع الإسرائيلي الفلسطيني، يستخدم الفلسطينيون مصطلح شهيد للإشارة إلى أي مدني أو مقاتل فلسطيني يقُتل على يد م معتدي، بغض النظر عن انتمائه الديني، وبغض النظر عما إذا كان مقتله نتيجة لهجوم مستهدف أم لا. في البداية، كان مفهوم التضحية بالنفس من أجل قضية ما شائعًا بين الفدائيين الفلسطينيين، الذين شاركوا بنشاط في النضال العسكري ضد إسرائيل الاحتلال الإسرائيلي، وبلغ المفهوم ذروته في الستينيات. وتدريجياً، اكتسب المفهوم جهاد وانتشر على نطاق أوسع بعد الانتفاضة الأولى عام 1987.
وقد تأثرت العديد من الجماعات الفلسطينية المسلحة، بما في ذلك حماس، وحركة الجهاد الإسلامي في فلسطين، وغيرهما من الجماعات الإسلامية، بثقافة الاستشهاد وساعدت في نشرها. إنهم ينظرون إلى الاستشهاد باعتباره التضحية النهائية من أجل قضيتهم، وغالبًا ما يستشهدون به كمبرر أخلاقي للانخراط في ما أسموه "عمليات الاستشهاد"، مثل الهجمات الانتحارية. قبل اتفاقيات أوسلو وخلالها، لم يكن غالبية الجمهور الفلسطيني يدعمون العمليات الانتحارية التي تنفذها حماس والجهاد الإسلامي، وكان الفلسطينيون يأملون أن تسفر اتفاقيات أوسلو عن اتفاقيات مع إسرائيل من شأنها أن تعالج الدعوة الفلسطينية إلى الاستقلال السياسي. وبعد فشل اتفاقيات أوسلو، وفشل عملية السلام، وبداية الانتفاضة الثانية، تزايد الاهتمام الشعبي بهذه العمليات الاستشهادية. خلال هذه الفترة، تطور الاستشهاد إلى ما هو أبعد من دلالاته الدينية، ليصبح مثالاً للهوية المقاومة للقوميين الفلسطينيين العلمانيين.
تعمل الأحزاب السياسية الفلسطينية والمنظمات غير الحكومية على تعزيز السرديات التذكارية؛ كما استخدمتها الفصائل القومية كأداة سياسية للتأثير على الرأي العام. يساهم التعليم ووسائل الإعلام المرئية والفعاليات المجتمعية والاحتفالات والمنشورات والملصقات في جميع أنحاء الأراضي الفلسطينية في تعزيز المفاهيم الثقافية الإيجابية للاستشهاد، وتصوير الفلسطينيين القتلى كجزء من النضال ضد الاحتلال العسكري الإسرائيلي.

## الخلفية التاريخية والاشتقاقية
في فلسطين، يستخدم مصطلح الشهيد للإشارة إلى أي شخص قُتل على يد المعتدي، سواء كان مستهدفًا أو غير مستهدف، وبغض النظر عن الدين. وبحسب صحيفة نيويورك تايمز، فإن هذا يعكس وجهة نظر سائدة في المجتمع مفادها أن كل وفاة فلسطينية هي جزء من المقاومة ضد الاحتلال الإسرائيلي. يقول الباحثان نيل وايت هيد وناصر أبو فرحة إن مفهوم الشهيد للضحية الذي يسقط على يد الظالم أصبح رمزًا للانتفاضة الأولى وكان متوافقًا مع الديناميكيات السياسية في ذلك الوقت عندما بُذلت جهود للضغط من أجل الحصول على الدعم الدولي لسعي الفلسطينيين إلى الاستقلال.
مصطلح " فدائي "، بمعنى "الشخص الذي يضحي بنفسه"، كان يستخدم تاريخيًا بين الفلسطينيين، وخاصة في السياقات العسكرية، للإشارة إلى الأفراد الذين هم على استعداد للتضحية بأنفسهم من أجل قضية أو غرض أكبر. تحول المقاتل الفدائي (أو الفدائيون) إلى رمز للمقاومة الفلسطينية بعد معركة الكرامة عام 1968، حيث تم لأول مرة اعتبار المقاتلين الفلسطينيين يحققون النصر ضد الجيش الإسرائيلي. طوال سبعينيات القرن العشرين، أصبحت العمليات الفدائية (عمليات التضحية بالنفس) استراتيجية مركزية لجماعات المقاومة الفلسطينية. في قطاع غزة، قاتل الفدائيون من أجل التحرير، وليس الدين، ولم يطلق عليهم مطلقًا اسم المجاهدين ("مقاتلو الجهاد في سبيل الله") بسبب السياسة والدين. يعتبر جميع الفدائيين وجميع الضحايا غير المقاتلين شهداء.
الاستشهادي، ويعني "الشهيد"، هو مصطلح أحدث طورته منظمة حماس الإسلامية ويستخدمه الفلسطينيون على وجه التحديد لأولئك الذين ينفذون عمليات استشهادية. وبحسب عالم الأنثروبولوجيا الفلسطيني ناصر أبو فرحة فإن كلمة استشهادي لم تكن موجودة من قبل في القاموس العربي. قدمت حماس العمليات الاستشهادية، المعروفة عمومًا بالتفجيرات الانتحارية في الغرب، كشكل من أشكال العنف السياسي في ربيع عام 1994 عندما نفذت عملياتها الأولى في بلدتي العفولة والخضيرة.
الاستشهادي يختلف عن مفهومي الشهيد أو الفدائي في أن الاستشهادي هو فكرة السعي الاستباقي للاستشهاد؛ وهي فكرة ليست إسلامية تقليديا. في حين أن مفهوم الشهيد يشير إلى الضحية، فإن مفهوم الاستشهادي الاستباقي يسلط الضوء على البطولة في العمل التضحيوي. في حين أن الفدائيين يتولوا مهام من شأنها أن تؤدي حتماً إلى الموت، فإن الاستشهاديين ينتحرون. صاغت حماس مصطلح الاستشهاد بهدف ربط الدين بالتضحية بالنفس، إذ تؤمن حماس بأن الإسلام هو "الأيديولوجية الأكثر صلابة لتحقيق أهداف النضال الوطني الفلسطيني". إضافةً إلى ذلك، يُنظر إلى فعل الاستشهاد على أنه "عهد دم" يدمج من خلاله تبادل الدم الحياة البشرية بالأرض.
خلافا محمد عبد القادر أبو فارس في عملها، تزعم لاله خليلي ‏ أن الهوية الفلسطينية لم تكن دائمًا تتعلق بالاستشهاد وأن السرديات الوطنية ليست ثابتة. إن "جذور" إحياء ذكرى الاستشهاد وسردياته ليست من الخصائص "الثقافية" الفلسطينية، ولا هي نتيجة حصرية للتعاليم الإسلام أو الإسلامية. لقد تغيرت السرديات الفلسطينية التي تشيد بالشهداء بمرور الوقت من خلال التكيف مع الظروف المحلية والإقليمية والدولية.

## تطور الاستخدام من قبل الجماعات المسلحة
إن تطور الاستشهاد، المعروف باسم الاستشهاد، من أصوله الإسلامية إلى مبدأ أساسي من مبادئ الهوية الوطنية الفلسطينية، التي تبنتها الفصائل الدينية والعلمانية على حد سواء، يرتبط ارتباطًا وثيقًا بصعود وأنشطة المنظمات الإسلامية الفلسطينية مثل حماس والجهاد الإسلامي الفلسطيني. لقد كانت حركة الاستشهاد جزءًا لا يتجزأ من المجتمع الفلسطيني والوعي الجماعي منذ تسعينيات القرن العشرين، حيث ترسخت قيمها المتمثلة في التضحية بالنفس من خلال التلقين والتفجيرات الانتحارية التي نفذتها حماس والجهاد الإسلامي وغيرهما من الجماعات المسلحة. ويكتب حطينة أن التضحية بالنفس أصبحت أخلاقاً تكوينية للإسلام الفلسطيني في النضال ضد إسرائيل. وقد أصبح هذا أيضًا مبررًا أخلاقيًا للتفجيرات الانتحارية الفلسطينية.
وتؤمن حماس بالشهادة باعتبارها أسمى معاني الجهاد والعقيدة الإسلامية. وتؤكد حماس أن استخدام المفجرين الانتحاريين مكن الشعب الفلسطيني من الناحية الاستراتيجية، وتعزو ذلك إلى " العبقرية الفلسطينية الإبداعية". رفض مسؤولو حماس الادعاءات القائلة بأن الهجمات الانتحارية تضر بالقضية الفلسطينية، مؤكدين أن "العمليات الاستشهادية" تعكس انتصار الروح والإيمان والروحانية الإسلامية على "العقلية التكنولوجية" الإسرائيلية أو الغربية.[بحاجة لتحديث]

### في التسعينيات
في تقريره الأسبوعي الذي يصدره مركز القدس للإعلام والاتصال منذ بداية الانتفاضة الأولى (1987–1993)، وثق مركز القدس للإعلام والاتصال في البداية وفيات المقاتلين الفلسطينيين باعتبارها ببساطة "وفيات" أو "وفيات فلسطينية". ومع ذلك، بحلول أغسطس/آب 1992، تحول التقرير إلى وصف هذه الوفيات بأنها "وفيات شهداء" أو "شهداء"، مما يدل على تغيير كبير في السرد. وقد أتاح هذا التغيير لحماس منصة لتعزيز ثقافة الاستشهاد المتشابكة مع الإسلام من خلال الجهود الشعبية. وهكذا، ومن خلال تأطير حماس للهجمات الانتحارية باعتبارها أعمالاً مشرفة ضد العدو، لعبت الشهادة دوراً هاماً في تشكيل القبول الفلسطيني لمثل هذه الحملات.
خلال اتفاقيات أوسلو، واجهت الجماعتان الإسلاميتان المسلحتان حماس والجهاد الإسلامي الفلسطيني صعوبة في اكتساب قبول واسع النطاق لعملياتهما الاستشهادية بسبب أمل الفلسطينيين في أن تسفر اتفاقيات أوسلو عن اتفاقيات مع إسرائيل من شأنها أن تعالج الدعوة الفلسطينية إلى الاستقلال السياسي. لتجنيد المتطوعين خلال هذه الفترة، قامت حماس والجهاد الإسلامي في فلسطين بإعداد الأعضاء لقبول الموت وقدمت لهم وعودًا بشأن الحياة الآخرة. ومع ذلك، بعد انهيار اتفاقات أوسلو وبداية الانتفاضة الثانية، تزايد الاهتمام الشعبي بالعمليات الاستشهادية.

### من عام 2000 إلى الوقت الحاضر
خلال الانتفاضة الثانية (2000–2005)، أصبحت التضحية بالنفس متجذرة بشكل أعمق في المجتمع الفلسطيني. كما تبنتها الفصائل الوطنية الموالية السلطة الوطنية الفلسطينية كأداة سياسية للتأثير على الرأي العام. وتم تمجيد منفذي التفجيرات الانتحارية باعتبارهم أبطالاً. وقد اعتبرت هذه الأفعال التي تنطوي على التضحية بالنفس وسيلة لاستعادة الكرامة المفقودة، سواء على المستوى الوطني أو العائلي. وقد نالت عائلات الشهداء مكانة اجتماعية ودعماً مادياً. خلال الانتفاضة الثانية، تطور مفهوم الاستشهاد إلى ما هو أبعد من دلالاته الدينية، فأصبح مثالاً للهوية المقاومة للقوميين العلمانيين.
وأكد المسؤولون الفلسطينيون على دور التضحية والاستشهاد كوسيلة لجذب الاهتمام الدولي وتحقيق الأهداف السياسية. حسن الكاشف، المدير العام لوزارة الإعلام في السلطة الفلسطينية، صرح ذات مرة بأن "الطريقة الوحيدة لفرض شروطنا هي حتمًا من خلال دمائنا. لولا هذه الدماء، لما اهتم العالم بنا أبدًا... قوة الانتفاضة هي سلاحنا الوحيد".

## أشكال تذكارية

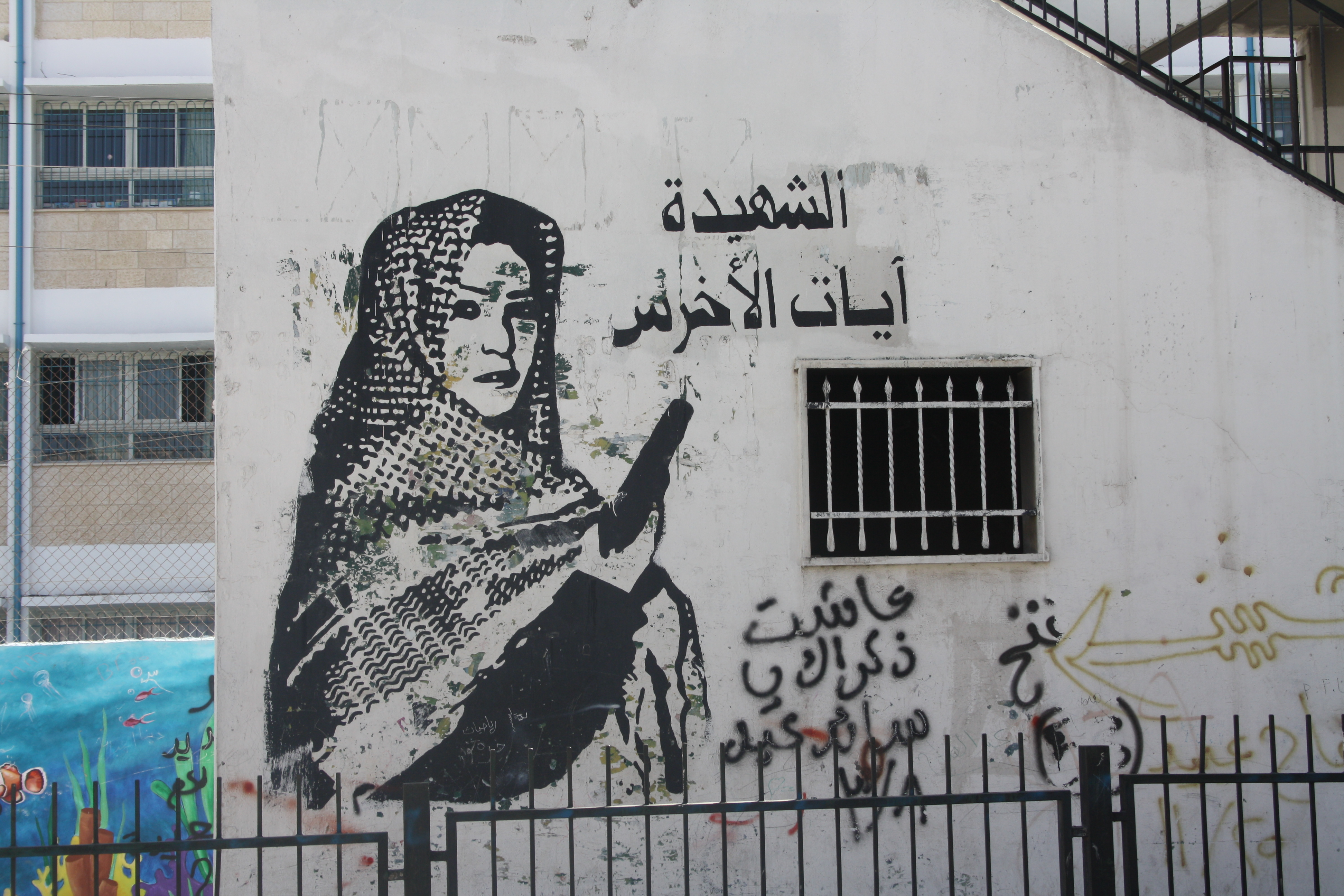
جدارية لآية الأخرس، وهي فتاة فلسطينية مراهقة انتحارية قتلت مدنيين إسرائيليين اثنين في عام 2002، في مدرسة للبنات في الدهيشة

في فلسطين، تُروّج كلٌّ من الجماعات السياسية والمنظمات غير الحكومية لسرديات تذكارية باستخدام الأشكال التالية: سرد التاريخ، والصور التذكارية، والتعليم، والإعلام المنشور والإلكتروني، والتسمية الشرفية (للأحداث والأشخاص والأماكن)، والتجمعات الاحتفالية. كما نقل الكُتّاب والشعراء هذه الصور والرموز. وتستخدم المؤسسات السياسية، وأعضاء النخبة الفلسطينية المحلية والدولية، والمنظمات غير الحكومية الفلسطينية، واللاجئون، سردية إحياء الذكرى لشرح الماضي والحاضر والمستقبل. تُشير لاله كهليلي إلى أنه "يمكن تفسير بعض الممارسات التذكارية على أنها تُشرك جمهورًا وطنيًا في سياق ما، وتُناشد حقوق الإنسان الدولية في سياق آخر": إذ يمكن أن تحمل نفس السردية أغراضًا مختلفة باختلاف الجمهور وأفراد المجتمع.

### رواية التاريخ
قام الباحثون بدراسة تصوير الفدائيين والشهداء في القصائد الفلسطينية، وكذلك دور الشعر كوسيلة لنقل الذاكرة. تنقل قصائد محمود درويش الأيقونات والصور إلى جمهور أوسع عندما يغنيها المطربون الشعبيون. كما أن الخيال الأدبي لغسان كنفاني، وكذلك العديد من الكتاب والشعراء الآخرين، روجوا لهذه الرموز. كما احتفلت الأغاني الثورية بالفدائيين. في الأصل، تم تعديل النشيد الوطني الفلسطيني الذي كان يبدأ بـ " بلادي، بلادي، بلادي" إلى " فدائي، فدائي، فدائي (مضحي، مضحية، مضحية)"، وهذه النسخة الجديدة هي النشيد الرسمي الذي يُغنى كل صباح في المدارس الفلسطينية وفي الاحتفالات الرسمية.

### تسمية الأحداث والأشخاص والأماكن
ومن خلال عملها الميداني، عثرت خليلي على مجموعات أداء في مخيمات اللاجئين تحمل اسم محمد الدرة وغيره من الشهداء المحليين. تُسمى مدارس الأونروا في لبنان على اسم القرى أو البلدات الفلسطينية (التي دمر الكثير منها في عام 1948)، وتحتوي كل مدرسة لبنانية تابعة للأونروا على خرائط ومعلومات عن هذه البلدات أو القرى. خارج الأراضي المحتلة، تعتبر مخيمات اللاجئين أماكن تتمتع فيها المنظمات الفلسطينية ببعض السيطرة على تسمية وترتيب المساحات.
في عام 2010، "أجلت" السلطة الفلسطينية "لأسباب فنية" حفل الافتتاح الرسمي لساحة عامة في البيرة سميت على اسم دلال المغربي، زعيمة مذبحة طريق الساحل عام 1978، والتي قُتل فيها ما لا يقل عن 35 مدنياً إسرائيلياً. وقد أقيمت احتفالية غير رسمية لم يشارك فيها رئيس مكتب التوجيه السياسي الوطني في السلطة الفلسطينية، لكنه قال لمراسل إن هذه الحادثة "كانت جزءاً من تراثنا الذي أدى إلى عملية السلام والاتفاقيات".
في المجال الشخصي، يتم أحيانًا تسمية الأطفال على اسم الشهداء. يذكر خليلي أن امرأة في مخيم نهر البارد أطلقت على طفلتها اسم وفاء تيمناً وفاء إدريس.

### المناسبات الاجتماعية
تُعدّ المساجد في مخيمات اللاجئين مواقعَ لإحياء ذكرى المتوفين، وليست مجرد أماكن للصلاة. تُذيع مكبرات الصوت في المساجد أنباء الوفيات، ومواعيد وأماكن الجنازات، وتواريخ المراسم والمظاهرات، وغيرها من الفعاليات.

### وسائل الإعلام
ويحتل الشهداء الفلسطينيون مكانة بارزة في وسائل الإعلام الفلسطينية، وفي التلفزيون والإذاعة والصحف والأدب والإنترنت والمنشورات والملصقات والفيديوهات والأغاني. ويتم إعداد هذه الظهورات الإعلامية ونشرها من قبل المنظمات التي تؤيد وتنفذ "العمليات الاستشهادية"، مثل كتائب شهداء الأقصى. ويلعب التلاعب الاستراتيجي بوسائل الإعلام من قبل هذه المنظمات دوراً محورياً في تأييد وتمجيد الاستشهاد داخل المجتمع الفلسطيني. ويتضمن ذلك تشكيل هوية الشهداء من خلال النصوص المنشورة على الإنترنت، إلى جانب توزيع المواد المرئية والمسموعة. تساهم هذه المواد في تشكيل الرأي العام وتعزيز مكانة المنظمة في المشهد التنافسي للجماعات المسلحة.

#### الملصقات

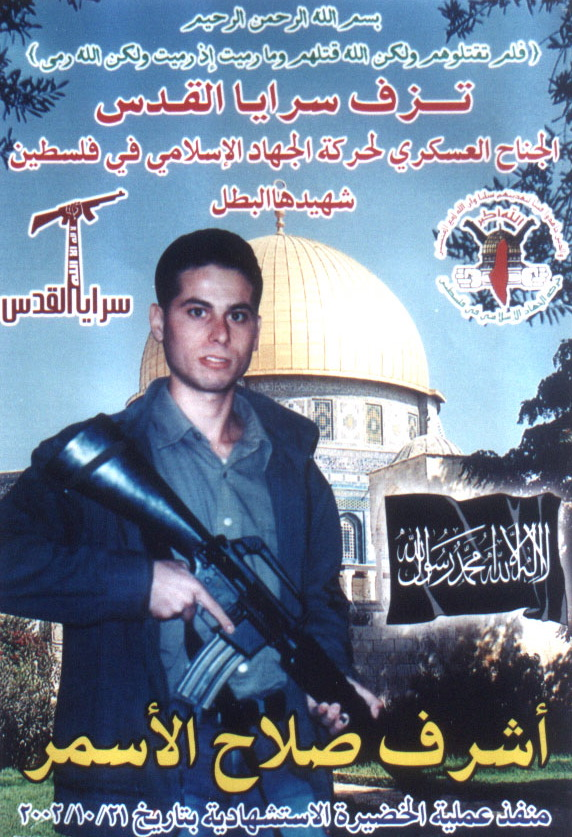
ملصق تذكاري للانتحاري أشرف صلاح الأسمر عثر عليه جيش الاحتلال الإسرائيلي في جنين، الضفة الغربية (فلسطين). وقد أوردت قناة الجزيرة أيضًا تقارير عن ملصقات شهداء مماثلة.

إن استخدام الصور لتخليد ذكرى الشهداء ليس حكراً على الفلسطينيين، ولكن نقل الشهداء إلى المجال العام من خلال تغطية الجدران بملصقاتهم بأعداد كبيرة هو شكل مبتكر لإحياء الذكرى في السياق السياسي للشرق الأوسط. منذ سبعينيات القرن العشرين، يتم تعليق الملصقات التي تكرم الأشخاص الذين لقوا حتفهم في الصراع مع إسرائيل في شوارع فلسطين. في عام 2006، صرح أبو هشهش أن "ملصقات الشهداء التي تنتجها الأحزاب السياسية الفلسطينية المختلفة، أصبحت الآن الشكل الرائد الذي يتم من خلاله تمثيل مفهوم الاستشهاد والتواصل به".
تساهم الملصقات في السرد الأوسع، وتشكيل المفاهيم، وتعزيز التمجيد الثقافي للشهادة. في كثير من الأحيان، تُستخدم المساجد التابعة لحركة حماس كمنصات للدعاية، حيث تعرض الملصقات والكتيبات التي تمجد المفجرين الانتحاريين ومقاتلي حماس المسجونين. ومن الأمثلة على ذلك مسجد العين في البيرة، الذي داهمته القوات الإسرائيلية في سبتمبر/أيلول 2003، حيث زينت الملصقات التي تحيي ذكرى منفذ عملية حماس الانتحارية رامز فهمي عز الدين سليم الباب الأمامي والجدران ولوحات الإعلانات. سليم، المسؤول عن تفجير مقهى في القدس في سبتمبر/أيلول 2003، تم تصويره أمام المسجد الأقصى مع تعليق يستحضر نداء المسجد للمساعدة. وكشفت الغارة أيضًا عن دعاية لحماس، بما في ذلك منشورات تدعو إلى "هجمات انتحارية مذهلة" ضد القوات الأمريكية في العراق.
وبغض النظر عن الانتماء السياسي للشهيد أو عمره أو جنسه، فإن ثلاثة عناصر أساسية ومتسقة قد تكون موجودة في الملصقات: صورة الشهيد، ونص "نعي" يتضمن عادة آية قرآنية، ورموز مختلفة.

#### وسائل التواصل الاجتماعي
ويحظى الشهداء باحترام كبير على مواقع التواصل الاجتماعي الفلسطينية، حيث يسود المحتوى الذي يخلد ذكراهم ويشيد ببطولاتهم. في كثير من الأحيان يتم تكريم الشهداء من خلال إنشاء صفحة للمعجبين ‏ على شبكات التواصل الاجتماعي. يتشارك أفراد الأسرة الصور، ويعبر المشاركون عن حزنهم، ويتم نشر كلمات التأبين، مما يؤدي إلى جذب آلاف المتابعين. وتُستخدم هذه المنصات أيضًا لنشر المحتوى الاستفزازي. بالإضافة إلى ذلك، يتم إحياء ذكرى الشهداء في الأغاني التي تمجد بطولتهم، في حين تصورهم صور الفوتوشوب على خلفيات سماوية، مصحوبة بتعليقات مثل " الشهداء لا يموتون، بل دماؤهم تزين الثورة".

### التعليم
وقد تناولت الكتب المدرسية الفلسطينية بشكل صريح "تقدير مفهوم الاستشهاد والشهداء" باعتباره هدفًا تعليميًا. وبحسب تقرير أعده معهد جورج إيكرت بتكليف من الاتحاد الأوروبي، فإن الكتب المدرسية الفلسطينية "لم تتضمن دعوات مباشرة للعنف ضد الإسرائيليين"، ولكن "العنف ضد المدنيين الإسرائيليين، مثل الذي ارتكب في الهجمات التي شنتها المنظمات الفلسطينية في سبعينيات القرن العشرين، لا يتم إدانته بل يتم تصويره كطريقة مشروعة للنضال خلال تلك الفترة؛ كما يتم سرد الأعمال الإرهابية، مثل تلك التي ارتكبتها دلال المغربي، كأمثلة على "المقاومة" التي تقوم على التضحية بالنفس".
ويولي المنهج الفلسطيني أهمية كبيرة للتعلم عن ظهر قلب، بما في ذلك حفظ القصائد والأغاني التي تمجد التضحية بالنفس. إن الأداء الناجح، كما يتضح من مقاطع الفيديو في الفصول الدراسية، يحظى بموافقة المعلمين. تتضمن قصيدة عبد الرحيم محمود "الشهيد"، الواردة في بعض الكتب المدرسية، السطر التالي: "أرى موتي بلا حقي المسلوب ودون وطني المنشود". وتقول اللافتات على جدران رياض الأطفال التي تديرها حماس: "أطفال الروضة هم شهداء الغد". وتتضمن أدلة المعلمين تصويرًا للجهاد كالتزام، وتمجد الاستشهاد باعتباره تضحية نبيلة مصحوبة بوعد بمكافآت سماوية لمن يموت.
وفي عام 2006، كشفت دراسة أجراها طبيب نفسي فلسطيني في غزة أن 36% من الأولاد و17% من البنات بين الأطفال الذين تتراوح أعمارهم بين 12 و14 عاماً أعربوا عن رغبتهم في أن يصبحوا شهداء عندما يبلغون سن 18 عاماً. في عام 2017، بثت حماس برنامجًا تلفزيونيًا للأطفال في غزة، أظهر أطفالًا صغارًا يشيدون بالهجمات الانتحارية ويعبرون عن رغبتهم في التضحية بأنفسهم من أجل تحرير القدس وفلسطين. واستضاف البرنامج أحفاد أم نضال، النائب السابق عن حماس، الذين احتفوا بالهجمات الانتحارية التي نفذها أبناؤها ضد الإسرائيليين. أعربت إحدى الحفيدات عن فخرها بأفعال والدها وقالت إنها تأمل أن تصبح شهيدة لحماس. في نوفمبر/تشرين الثاني 2023، نشرت روضة أطفال في بيت عوّا مقاطع فيديو تصور أطفالاً يشاركون في تدريبات عسكرية محاكاة باستخدام بنادق ألعاب، وتصور مقتل جنود من جيش الاحتلال الإسرائيلي، وتحاكي جنازة وهمية لطفل "شهيد". وبحسب تقرير لصحيفة كرونيكل اليهودية، يتم تعليم الطلاب في مدارس غزة الرياضيات من خلال حساب عدد الشهداء الذين سقطوا في الانتفاضات الفلسطينية.
وتتولى بعض المنظمات غير الحكومية دوراً تربوياً؛ ففي بعض البرامج، يقوم الأطفال بتمثيل مشاهد تمثيلية مستوحاة من أشخاص وأحداث ليتعلموا المزيد عن الثوار أو الشهداء في ذلك الوقت ويحترموهم. أصدر المركز العربي للموارد للفنون الشعبية "مجموعة أحمد ومريم التعليمية"، وهي كتاب مدرسي يعتمد على مصادر مختلفة مثل الروايات الشفوية والمقابلات. يروي الكتاب المدرسي قصة أحمد ومريم، طفلين فلسطينيين من قرية صفورية، وهروبهما إلى لبنان عام 1948. ويتم تصوير حرب فلسطين عام 1948 في الرسوم الكاريكاتورية، ولا يتم التخفيف من حدة العنف. ويعرض الكتاب الأسلحة التي يحملها الصهاينة فقط (الذين يتم التعرف عليهم من خلال نجمة داوود ومظهرهم الأوروبي)، ولا يظهر القرويين الفلسطينيين وهم يقاتلون.

## الرمزية
في الثقافة الفلسطينية، هناك عادة إعادة صياغة جنازات الشهداء على أنها حفلات زفاف. وبدلاً من تصوير موت الشهيد باعتباره حدثاً حزيناً، تصوره الأسطورة الفلسطينية كحفل زفاف حيث يتزوج المتوفى رمزياً من أرض فلسطين. يؤكد هذا التحول على الفعل الرمزي المتمثل في تحويل الجنازة إلى حفل زفاف باعتباره تمثيلًا لنضالهم الجماعي وقدرتهم على الصمود.

## الدعم المالي
يقدم صندوق شهداء السلطة الفلسطينية، الذي تديره السلطة الفلسطينية، رواتب نقدية شهرية لأسر الفلسطينيين المتورطين في العنف بدوافع سياسية ضد إسرائيل، بما في ذلك القتلى أو الجرحى أو السجناء. ويقوم الصندوق أيضًا بتوسيع نطاق الصرف ليشمل المارة والفلسطينيين المسجونين في السجون الإسرائيلية. في عام 2016، صرفت السلطة الفلسطينية ما يقرب من 1.1 مليار شيكل (303 مليون دولار أمريكي) في شكل رواتب ومزايا إضافية لأسر الأفراد الذين يشار إليهم باسم "الشهداء".

## في الدراسات المقارنة
وجدت دراسة مقارنة بين التفجيرات الانتحارية في باكستان وفلسطين أن الاعتراف بالشهداء الانتحاريين وتمجيدهم بعد الاستشهاد أقل انتشارًا في باكستان. يميل الفلسطينيون إلى جمع مجموعة أكبر من المواد الشفهية والمكتوبة والتصويرية والأسطورية المتعلقة بهذه الظاهرة.
إن ثقافة الاستشهاد والموت تؤدي إلى التواءات لغوية. على سبيل المثال، شبّه عبد العزيز الرنتيسي، القيادي في حماس، الاستشهاد بـ"صناعة الحياة"، وادّعاء أحمد بحر، نائب رئيس المجلس التشريعي للسلطة الوطنية الفلسطينية، بأن "الاستشهاد حياة، حياة بطولة وشجاعة". تُبرز هذه التعبيرات عنصرًا مشتركًا في تمجيد العنف والموت بين الحركات الإسلامية المتطرفة المعاصرة والفاشية، على الرغم من اختلافاتهما الجوهرية، كما يتجلى في شعار الحرب الأهلية الإسبانية "يحيا الموت!".